# Horia (Constanța megye)
Horia község Constanța megyében, Dobrudzsában, Romániában. A hozzá tartozó települések: Cloșca és Tichilești.

## Fekvése
A település az ország délkeleti részén található, Konstancától hetvenegy kilométerre északnyugatra, a legközelebbi várostól, Hârşovától tizennyolc kilométerre, délkeletre.

## Története
Régi török neve Musubey. A település mai nevét a Hóra-ként ismert Vasile Ursu Nicola után kapta, aki az 1784-es erdélyi parasztfelkelés egyik vezetője volt.

## Lakossága
A nemzetiségi megoszlás a következő:
| 2002     | 2002 | 2002   |
| -------- | ---- | ------ |
| Románok  | 1284 | 100,0% |
| Összesen | 1284 | 100,0% |